# Сграда на улица „Олимпос“ № 55
Сградата на улица „Олимпос“ № 55 (на гръцки: Κτίριο στη Ολύμπου 55) е архитектурна забележителност в град Солун, Гърция.

## Местоположение
Къщата е разположенa на улица „Олимпос“ № 55 и площад „Киприи Агонистес“.

## История
Сградата е построена според морфологията си в края на 20-те - началото на 30-те години на XX век.
В 2016 година е обявена за защитен обект.

## Архитектура
Сградата се състои от три етажа. Тя е с елементи на опростена еклектика и влияния на ар деко и модернизъм, сред които са металната входна врата, странични отвори в арката и други. Постройката има две основни фасади, на улица „Олимпос“ и на площад „Киприи Агонистес“, които се образуват от редуването на арки, отвори и балкони.